# Íñigo Landaluze
Pour les articles homonymes, voir Inigo.
Iñigo Landaluze Intxaurraga (né le 9 mai 1977 à Getxo) est un coureur cycliste espagnol. Professionnel depuis 2001 au sein de l'équipe Euskaltel-Euskadi, il a remporté le Critérium du Dauphiné libéré 2005. Il est suspendu provisoirement en raison d'un contrôle antidopage positif à l'EPO intervenu durant le mois de juin 2009.

## Biographie
Íñigo Landaluze passe professionnel en 2001 et court depuis lors pour l'équipe Euskaltel-Euskadi.
Landaluze crée la surprise en remportant le Critérium du Dauphiné libéré 2005, à la faveur d'une échappée et d'un marquage entre les principaux favoris. C'est sa seule victoire chez les professionnels. Contrôlé positif à la testostérone à cette occasion, la fédération espagnole de cyclisme l'acquitte. Cette décision est confirmée par le Tribunal arbitral du sport, saisi par l'Union cycliste internationale.
Inigo Landaluze est déclaré positif à l'EPO Cera le 17 juillet 2009 par l'Union cycliste internationale (UCI). Landaluze est déclaré positif à deux reprises, le 7 juin pendant le Dauphiné, et le 16 juin, lors d'un contrôle hors compétition. Il est suspendu à titre provisoire.

## Palmarès

### Palmarès amateur
- 1998
  - Memorial J.M. Munduate
  - Euskadiko Mendiko Saria
  - 3e du Gran Premio San Antolin
- 2000
  - Classement général de la Coupe d'Espagne
  - Cursa Ciclista del Llobregat
  - Gran Premio San Juan
  - Memorial Jesús Lorono
  - 2e du Trofeo Villa de Durango

### Palmarès professionnel
- 2004
  - 7e de la Classique des Alpes
  - 10e du Critérium du Dauphiné libéré
- 2005
  - Classement général du Critérium du Dauphiné libéré
- 2007
  - 8e de la Classique de Saint-Sébastien
- 2008
  - 2e du Tour de Burgos

## Résultats sur les grands tours

### Tour de France
5 participations
- 2003 : 101e
- 2004 : 52e
- 2005 : 100e
- 2006 : 50e
- 2007 : 43e

### Tour d'Espagne
3 participations
- 2006 : 60e
- 2007 : 75e
- 2008 : 63e

### Tour d'Italie
1 participation
- 2008 : abandon (15e étape)